# 5 aC

## Esdeveniments
- Any assignat tradicionalment, per les fonts convencionals, de l'Anunciació.
- El naixement de Jesús de Natzaret és tradicionalment situat en aquest temps, estimat en el 29 de setembre.

## Naixements
- Joan Baptista. Les dates de naixement de Joan Baptista (vegeu 8 aC) i Jesús no són realment conegudes, però 5 aC sovint és considerat l'any. La festa del Pésaj (al voltant del 21 d'abril) se cita com una data (probable) per al naixement de Crist, assumint que aquesta és rellevant per afirmar que era el Messies.